# دوغلاس كروس
دوغلاس كروس (بالإنجليزية: Douglas Cross)‏ هو نجار أسترالي، ولد في 8 سبتمبر 1892 في ماريكفيل ‏ في أستراليا، وتوفي في 9 يوليو 1970 في سيدني في أستراليا.